# Conus edwardpauli
Espèce
Conus edwardpauli est une espèce de mollusques gastéropodes marins de la famille des Conidae.
Comme toutes les espèces du genre Conus, ces escargots sont prédateurs et venimeux. Ils sont capables de « piquer » les humains et doivent donc être manipulés avec précaution, voire pas du tout.

## Description
La taille de la coquille varie entre 20 mm et 26 mm.

## Distribution
Cette espèce marine d'escargot conique est présente dans la mer des Caraïbes au large du Costa Rica jusqu'en Colombie.

## Taxonomie

### Publication originale
L'espèce Conus edwardpauli a été décrite pour la première fois en 1998 par le malacologiste américain Edward James Petuch (d) dans la publication intitulée « La Conchiglia »,.

### Synonymes
- Conus (Dauciconus) edwardpauli Petuch, 1998 · appellation alternative
- Conus (Purpuriconus) edwardpauli Petuch, 1998 · non accepté
- Poremskiconus edwardpauli (Petuch, 1998) · non accepté
- Purpuriconus edwardpauli (Petuch, 1998) · non accepté

## Identifiants taxonomiques
Chaque taxon catalogué par les bases de données biologiques et taxonomiques possède un identifiant qui permet d'établir un point de référence. Les identifiants de Conus edwardpauli dans les principales bases sont les suivants :
CoL : XXBT - GBIF : 6510993 - IRMNG : 11705905 - WoRMS : 429051